# 格氏甲鰨
格氏甲鰨為輻鰭魚綱鰈形目鰨亞目無臂鰨科的其中一種，為熱帶淡水魚，分布於南美洲巴西淡水流域，體長可達11.5公分，棲息在底層水域，生活習性不明。